# Niels Ellegaard
Niels Ellegaard (født 12. marts 1962) er en dansk skuespiller, der er uddannet fra Café Teatret i 1983.
Niels Ellegaard har efter sin skuespilleruddannelse været ansat på Børneteatret Filuren i Århus fra 1983-1989, hvorefter han fortsatte på Svalegangen og Århus Teater. Han har haft succes i flere roller, blandt andet som Bo i Århus Teaters opsætning af Gregersen Sagaen bygget over Christian Kampmanns romanserie.
Han har endvidere gennem årene medvirket i en del revy-forestillinger, herunder i flere omgange i Hjørring revyen og Cirkusrevyen. Han har også instrueret revyer, og han har modtaget mange hædersbevisninger i revysammenhænge. Endvidere har han indspillet enkelte film og medvirket i nogle tv-serier.

## Privat
Han er gift med kollegaen Lise Stegger.
Han har to voksne børn, Clara (som også er skuespiller) og Gustav.

## Filmografi
Niels Ellegaard har medvirket i følgende spillefilm:
- Vil du se min smukke navle? – 1978
- Anton – 1995
- Bølle Bob – 1998
- At kende sandheden – 2002
- 2 ryk og en aflevering – 2003
- Anja efter Viktor – 2003
- Bølle Bob og Smukke Sally – 2005
- Storm – 2009
- Rosita – 2015
- Iqbal & den hemmelige opskrift - 2015
- Kæmpen - 2016
- Lille sommerfugl - 2020

Desuden har han medvirket i bl.a. følgende tv-produktioner og lagt stemme til følgende film:
- Den hemmelige tunnel (julekalender – 1997)
- Pyrus i Alletiders Eventyr (julekalender – 2000)
- Find Nemo (Animationsfilm – 2003)
- Ørnen (et afsnit – 2005)
- Klovn (afsnit 59)
- Nynne (2006)
- The Simpsons Movie (2007)
- Borgen (2010 - 2013 ), afsnit 23
- Hotel Transylvania 1, 2 og 3 (2012, 2015 og 2018)
- Find Dory (Animationsfilm – 2016)

## Hæder og priser
- 1997: Årets Revykunstner
- 2002: Årets Revykunstner
- 2006: Modtager af Ove Sprogøe Prisen[1]
- 2015: Årets mandlige kunstner, Charlies Revygalla